# Dipterocarpus perakensis
Dipterocarpus perakensis är en tvåhjärtbladig växtart som beskrevs av Peter Shaw Ashton. Dipterocarpus perakensis ingår i släktet Dipterocarpus och familjen Dipterocarpaceae. Inga underarter finns listade i Catalogue of Life.